# يوري تكاتشوك
يوري تكاتشوك (بالأوكرانية: Ткачук Юрій Юрійович)‏ (18 أبريل 1995 في أوكرانيا - ) هو لاعب كرة قدم أوكراني في مركز الوسط. شارك مع منتخب أوكرانيا تحت 16 سنة لكرة القدم ومنتخب أوكرانيا تحت 17 سنة لكرة القدم ومنتخب أوكرانيا تحت 18 سنة لكرة القدم ومنتخب أوكرانيا تحت 19 سنة لكرة القدم. أما مع النوادي، فقد لعب مع أتلتيكو مدريد ب ونادي كارباتي لفيف ونادي ميتاليست خاركيف.

## روابط خارجية
- يوري تكاتشوك على موقع اتحاد أوكرانيا (الإنجليزية)
- يوري تكاتشوك على موقع قاعدة بيانات كرة القدم.إي يو (الإنجليزية)
- يوري تكاتشوك على موقع Soccerway.com (الإنجليزية)
- يوري تكاتشوك على موقع عالم كرة القدم.نت (الإنجليزية)
- يوري تكاتشوك على موقع AS.com (الإسبانية)